# F. J. M. Stratton
Frederick John Marrian Stratton (16 de octubre de 1881 – 2 de septiembre de 1960) fue un astrónomo y militar inglés. Profesor de astrofísica en la Universidad de Cambridge entre 1928 y 1947, dirigió el observatorio de la universidad y compiló su historia.

## Primeros años

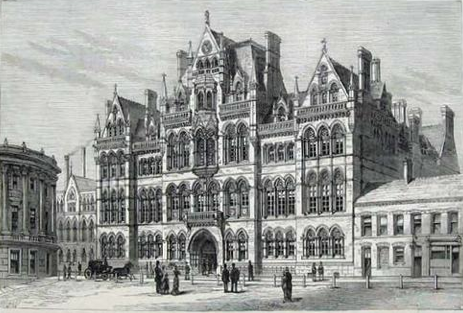
Mason College, posteriormente Universidad de Birmingham

Stratton nació en Edgbaston (Birmingham), hijo de Stephen Samuel Stratton, un crítico de música e historiador, y de Mary Jane Marrian. Era el menor de seis hermanos y de dos hermanas. Durante su infancia presenció la visita de célebres personajes a su casa, como el compositor Dvorak o el musicólogo Ebenezer Prout. En 1891 obtuvo una beca de la escuela de Gramática King Edward en Five Manners (Birmingham), pasando al Mason College en 1897 (posteriormente Universidad de Birmingham). Más adelante consiguió una segunda beca del Gonville and Caius College de Cambridge en 1900, ingresando en la universidad en octubre de 1901. Tras sus estudios en Londres como externo en griego, latín y matemática en 1903, se graduó en 1904 con la distinción de Tercer Wrangler en la primera parte de las Pruebas Matemáticas (Arthur Eddington fue Senior Wrangler aquel año). Recibió la Medalla Tyson en astronomía, así como una beca Isaac Newton. En 1906 obtuvo el premio Smith y fue elegido miembro de Cambridge, donde permaneció hasta su muerte.

## Servicio militar
En 1901, Statton se había unido a la Compañía Caius de Fusileros Voluntarios de la Universidad de Cambridge, convertida en el Cuerpo de Formación de Oficiales de la Universidad de Cambridge en 1908. Intervino en la fundación de la Compañía de Comunicaciones como cabo, ascendiendo a alférez del Ejército Territorial el 17 de agosto de 1910. Capitán provisional en la unidad cuando estalló la Primera Guerra Mundial en 1914, fue nombrado capitán provisional en el Cuerpo de Ingenieros Reales el 8 de septiembre de 1914. Como comandante provisional, pasó a ser Jefe al Mando de la 20ª Compañía Divisonaria de Señales de los Ingenieros Reales, llegando a Francia en el verano de 1915 para unirse a la Fuerza Expedicionaria Británica. Fue recompensado con una Orden de Servicios Distinguidos en 1917 y promovido a teniente coronel provisional el 22 de julio, como Director Ayudante de Señales del 19º Cuerpo de Ejército a las órdenes del teniente general Watts. Apreciado por su eficacia y carácter alegre, capaz de dirigir el servicio tras días sin dormir, fue destacado con cinco menciones. El 29 de enero de 1919, Stratton fue nombrado caballero de la Legión de Honor de Francia.
Tras regresar a Cambridge en 1919 con el rango de comandante, reformó la sección de señales del Cuerpo de Formación de Oficiales, que dirigió hasta 1928. Por sus méritos militares, fue nombrado Oficial de la Orden del Imperio Británico, División Militar (Orden del Imperio Británico) en la Lista de Honores del Cumpleaños del Rey de 1929. En 1921, Stratton resultó designado representante Universitario de la Asociación de Cambridge del Ejército Territorial, siendo su presidente de 1934 a 1940.
A pesar de contar casi con 60 años cuando comenzó la Segunda Guerra Mundial en 1939, Stratton volvió a presentarse voluntario para incorporarse al servicio activo. Después de persuadir la Oficina de Guerra, se le dio el mando de una Unidad de Formación de Oficiales Cadetes. Al poco tiempo se le reasignó al Cuerpo Real de Señales, dedicado a la seguridad de las comunicaciones radiofónicas. Esta actividad hizo que Stratton pasase la guerra viajando a través del Imperio Británico y también a los Estados Unidos. Habiendo superado el límite de edad para su jubilación, renunció a su puesto en el Ejército Territorial el 20 de octubre de 1945, reteniendo el rango de teniente coronel.

## Carrera científica
Después de unos cuantos años como conferenciante de matemáticas en Cambridge pasó a ser Director Ayudante del Observatorio de Física Solar de 1913 a 1919, a continuación Tutor en el Caius College de 1919 a 1928, y finalmente Profesor de Astrofísica y Director del Observatorio de Física Solar (Director del Observatorio Combinado después de la fusión en 1946 con el Observatorio de Cambridge) de 1928 a 1947. También compiló la cronología histórica de los Observatorios de Cambridge. Presió la Sociedad Astronómica Real entre 1933 y 1935. En 1947 resultó elegido miembro de la Royal Society.

## Vida personal y muerte
Stratton estuvo interesado en la parapsicología, presidiendo la Sociedad para la Investigación Psíquica entre 1953 y 1955. Murió en Cambridge en 1960, a los 78 años de edad. Nunca se casó.

## Reconocimientos
- Orden del Servicio Distinguido, Orden del Imperio Británico, Condecoración Territorial, Deputy Lieutenant, Miembro de la Royal Society y Miembro de la Miembro de la Real Sociedad Astronómica.[1]

## Eponimia
- El cráter lunar Stratton lleva este nombre en su memoria.[11]
- El asteroide (1560) Strattonia también conmemora su nombre.[12]